# Льєзькі вафлі
Льє́зькі ва́флі (фр. Gaufre de Liège, також місцева назва «вафлі з цукром» gaufre au sucre, або просто вафе валлон. wafe) — різновид вафель, що є традиційним у бельгійському місті Льєжі, це льєзький десерт-спеціалітет (один з найвідоміших у бельгійській кухні), одночасно символ і туристська приваба міста.
Вафлі у Льєжі роблять з тіста, до складу якого крім борошна входять дріжджі, цукор, ваніль та кориця. Традиційно льєзькі вафлі не мають кутів і містять у собі 24 порожнини. Вафлі у Льєжі їдять холодними або теплими, і, звісно, їх подають чи не у всіх льєзьких ресторанах, кав'ярнях і булочних.

## Історія
Згідно з міською легендою, льєзькі вафлі були створені кухарем Льєзького принца у XVIII столітті. За його наказом було створено випічку з додаванням великих шматків гранульованого цукру та ванілі. Кухар спробував приготувати цей булочний виріб з додаванням цукру в вафельниці. Запах ванілі, що розповсюдився під час приготування, зачарував принца і цей рецепт вафель увійшов до традиційної льєзької кухні, а незабаром і усього Бельгійського королівства.
Завдяки кондитерській компанії «Гофре» льєзькі вафлі, виготовлені за традиційним рецептом, можна спробувати у низці міст Європи, у тому числі в українських Києві та Львові.